# Jog- és Közgazdaságtudományi Értekezések
Jog- és Közgazdaságtudományi Értekezések – a Bolyai Tudományegyetem jog- és közgazdaságtudományi karának könyvsorozata 1946–47-ben Jordáky Lajos szerkesztésében. 

## Kiadványaiból
- Jordáky Lajos: Az erdélyi társadalom szerkezete;
- Kislégi Nagy Dénes: Pénzromlás és árszínvonal;
- Asztalos Sándor: A román hozadéki és jövedelmi adórendszerről;
- Nagy Zoltán: Erdély gazdasági életének szövetkezeti megszervezése;
- Demeter János: Nemzetiségi nyelv a közigazgatásban;
- Szász István: Az erdélyi rét- és legelőgazdaság fejlesztésének lehetőségei;
- Buza László: A Dekalogos és a nemzetközi jog;
- Nagy Zoltán: Az erdélyi rét- és legelőgazdaság fejlesztésének lehetőségei.